# Belecthor I
En el universo imaginario de J. R. R. Tolkien y en los apéndices de su novela El Señor de los Anillos, Belecthor es el decimoquinto Senescal Regente del reino de Gondor. Su nombre es sindarin y puede traducirse como «águila poderosa».
Nacido en el año 2545 de la Tercera Edad del Sol, en Minas Tirith, y es hijo de Húrin. Sucedió a su padre en 2628 T. E. y durante su gobierno las guerras de Gondor en su frontera del este y del sur no cesaron. 
Murió en el año 2655 T. E., tras 27 años de reinado y 110 de vida. Es sucedido por su hijo Orodreth.